# 基本藥物

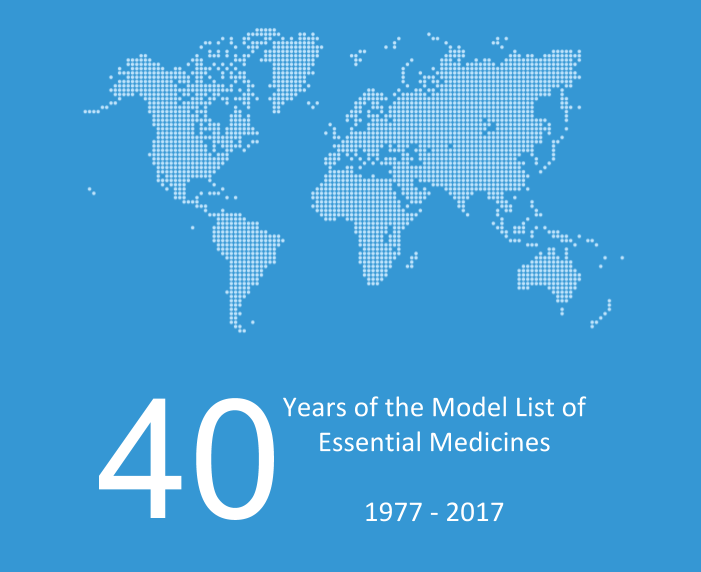
2017年是世界衛生組織基本藥物標準清單首次公佈後的第40週年

根據世界衛生組織（WHO）的定義，基本藥物（英語：essential medicines）是"能夠滿足人們的優先醫療衛生需求"的藥物。這些藥物在人们必需时應可獲得充足供應，價格應設定在一般人可承受的水準。。
自1977年以來，WHO開始公佈基本藥物標準清單，在2019年針對成年患者的清單，包含400多種藥物（請參考世界衛生組織基本藥物標準清單）。自2007年以來，WHO也公佈有針對兒童患者的另一種藥物清單。WHO的成人和兒童清單內都包含有某些特定藥物，用"補充"來作標示，因此，實質上的清單是有兩份，即"核心清單"以及"補充清單"。需要優先處理狀況的“核心清單”，列出的是基本醫療系統中最低標準藥物的需求清單，列出的是最有效、最安全、和成本效益最高的藥物，以處理需要治療的身體狀況。而對需要優先處理的選擇，是根據當前和未來與公共衛生的相關性、以及安全、和成本效益潛力而做出。“補充清單”列出的是針對需要優先處理疾病所做的診斷或監測，所需要的基本藥物。藥品在某些情況下，由於成本較高或成本效益不顯著，而發生疑問的時候，也可能被轉列為補充藥物。
這份清單很重要，因為它構成已開發國家和發展中國家中，加總超過155個國家的基本藥物政策基礎。許多政府在做出國家衛生支出的決定時，會把WHO的建議列入參考。WHO鼓勵各國把當地特有優先事項列入考慮，再編寫自己的清單。已有150多個國家發布自己的官方基本藥物清單。

## 理論與實務
基本藥物的定義隨著時間演化而有改變。
WHO在1977年的最初定義是"對於人口整體的醫療衛生需求，所需至為重要的、基本的、不可或少的、和必備的藥物"。這個概念在1978年《阿拉木圖宣言》關於基本醫療衛生的十點之中被提出。
在2002年，定義則更改為：
基本藥物是那些能滿足人們優先醫療衛生需求的藥物。
截至2019年，這個定義並未再被改變。

### 選擇
藥物得以被選擇作為基本藥物的原因，是根據要治療疾病的普遍程度、效益證據、副作用程度、以及與做其他選擇而發生成本間的比較，才能決定。

### 成本效益比率
成本效益是生產者（藥廠）和購買者（國家醫療衛生機構）之間爭論的話題。根據估計，全球每年因為能夠取得基本藥物，可拯救的人命有1,000萬人。

## 歷史
自1977年以來，WHO每兩年會對基本藥物標準清單更新一次。第21版是在2019年4月發布。

### 兒童版藥物清單
《世界卫生组织儿童基本药物标准清单》第1版在2007年發布，而第7版於2019年發布。建立這份清單的目的是為確保能夠有系統地把兒童的需求列入考慮（例如備有適當的配方）。第1版包含有200種不同藥物，有450種配方。第7版則包含有393種藥物。

### 藥物清單內數目
藥物的數目，從1977年開始的208種，增加到2019年的460種，數量超過一倍。這些年來範圍不斷擴大，到2019年，已包括有抗偏頭痛藥、解毒劑、和化學療法藥物。

## 社會與文化
獲得基本藥物是聯合國的可持續發展目標，特別是目標中的3.8（確保健康及促進各年齡層的福祉#實現醫療保健涵蓋全球（Universal Health Coverage（UHC）目標）的一部分。
有幾個規模遍及全球的組織使用WHO的列表，來決定他們將提供藥物的種類。

## 基本药物列表
- 世界卫生组织：
  - 《世界卫生组织基本药物标准清单》
  - 《世界卫生组织儿童基本药物标准清单》
    - 第1版（2007年）
    - 第7版（2019年）
- 中华人民共和国国家卫生部→国家卫生健康委员会：
  - 《国家基本药物目录》
    1. 《国家基本药物目录（基层医疗卫生机构配备使用部分）》（2009版）（由2009年8月18日卫生部令第69号发布，自2013年5月1日起施行）
    2. 《国家基本药物目录》（2012年版）（由2013年3月13日卫生部令第93号发布，自2013年5月1日起施行）
    3. 《国家基本药物目录（2018年版）》（由2018年9月30日国家卫健委、中医药局国卫药政发〔2018〕31号发布，自2018年11月1日起施行）